# Мироманов, Даниил Александрович
Даниил Александрович Мироманов (род. 11 июля 1997, Чита) — российский хоккеист, защитник «Калгари Флэймз». В начале карьеры играл на позиции нападающего.

## Биография
Воспитанник московских клубов «Созвездие» и «Русь». Уехав в Северную Америку, в сезонах 2013/14 — 2014/15 играл за Toronto Jr. Canadiens в GTHL U18. На драфте CHL 2014 года был выбран во втором раунде под № 70 клубом Хоккейной лиги Онтарио «Лондон Найтс». В сезонах 2015/16 — 2016/17 выступал за команду «Акадия-Батерст Тайтен» из Главной юниорской хоккейной лиги Квебека (QMJHL).
Начинал играть нападающим, но в 15 лет Игорь Ларионов, у которого в Детройте тренировался Мироманов, стал переводить его в защиту. В «Акадии-Батерст» первый сезон провёл нападающим, на второй год часть игр выходил в обороне, часть — в атаке; затем окончательно перешёл на позицию защитника.
В августе 2017 года подписал двустороннее двухлетнее соглашение с клубом КХЛ «Сочи»". Сыграл 15 матчей за «Сочи» и 10 — за «Дизель» Пенза в ВХЛ. 21 ноября было объявлено об отъезде Мироманова обратно в Северную Америку. Остаток сезона он отыграл в QMJHL за «Монктон Уайлдкэтс. Сезон 2018/19 начал в чешском клубе «Динамо» Пардубице, после чего перешёл в команду ECHL «Манчестер Монаркс». 19 июля 2019 года подписал пробный контракт с клубом КХЛ СКА Санкт-Петербург и провёл сезон в ВХЛ в составе команды «СКА-Нева». 19 июня 2020 года был обменян в «Сочи».
16 марта 2021 года подписал однолетний контракт с клубом НХЛ «Вегас Голден Найтс», но, будучи незадрафтованным, не имел права играть в этом сезоне в лиге и стал выступать в фарм-клубе «Хендерсон Силвер Найтс» из АХЛ. 24 октября 2021 года дебютировал в НХЛ в матче с «Нью-Йорк Айлендерс», будучи вызванным вместо травмированного Зака Уайтклауда, сыграл в сезоне 11 матчей за «Вегас». 27 декабря 2021 года СКА в результате обмена вновь получил права на Мироманова в КХЛ. В июне 2022 продлил контракт с «Вегасом» на два сезона, заключив одностороннее соглашение. В июле перенёс операцию.